# Савчинська-Латик Теодора Петрівна
Теодóра Петрíвна Савчúнська-Лáтик  — українська письменниця, викладач — катехит у Центрі передшлюбної катехизації наречених при Катедральному соборі Успіння Пресвятої Борогодиці в м. Стрию, керівник літературного гуртка «Мелодія слова» при Стрийському районному Будинку дитячої та юнацької творчості та «Паростки» при дитячій бібліотеці ім. В. Стефаника, член Національної спілки письменників України (з 2002 року). Має публікації в обласній та місцевій пресі.
За творчість для дітей отримала Міжнародну нагороду "Орден Усмішки "(2003 р.), медаль НСПУ «Почесна відзнака» (2015 р.,2017 р), премія ім. Олекси Бобикевича від Стрийської міської ради за книгу вибраного з поетичної творчості «Зерно слова» (2019 р.).

## Життєпис
Народилася 29 травня 1940 року в м. Стрию, що на Львівщині. Середню освіту здобула в СШ № 6 м. Стрия. Закінчила Львівське медичне училище за спеціальністю «Стоматологія». До 1997 року працювала в Залізничній  клінічній лікарні № 2. Одночасно займалася самоосвітою, поглиблювала свої знання з гуманітарних дисциплін, вивчення іноземних мов. У 1997 році закінчила курс навчання на чотирирічних Катехитичних курсах при Львівській Архієпархії.
Увесь вільний час присвячує творчості, пише поезії, перекладає з польської мови. Доробок письменниці складається з 17-ти книг. Деякі з віршів поетеси покладені на музику.
Твори друкувалися в журналах «Патріарх», «Наше життя», «Гуцульщина», «Світло», місцевій періодиці, альманаху «Хвилі Стрия». У 2000-му році у видавництві «Каменяр» вийшла збірка поезій «Віднайди нас, Господи», присвячена двохтисячоліттю від народження Ісуса Христа. У 2008 році виграла конкурс журналу «Дніпро» за поезії на тему «Віршована молитва» . Має публікації в журналі «Дзвін» , «Літературний Львів», а також у місцевій та обласній пресі.

## Творчість
Творчий доробок письменниці Стрийщини — це вагомий внесок у сучасний літературний процес. Своєю працею вона примножує духовний потенціал рідного краю.
Уперше Теодора Савчинська-Латик опублікувала свою поезію «Рідна мова» у місцевій газеті "Рідне поле" у 1993 році. Участь письменниці у «Союзі українок» надихнула на подальші творчі кроки.

Перша збірка її поезій «Писанкове порання» вийшла у видавництві «Відродження»(м. Дрогобич) у 1995 році. Цей маленький зшиток принесла Теодора Савчинська на засідання Стрийського осередку «Союзу українок». Кожний рядок цієї збірки пронизаний любов'ю до рідного краю, людей, мови. 
Писанкове порання
На світлій порі Великоднього Дня
На сонячнім вітрі світання, У променях неба, у хмарах без дна
Бринить писанкове порання.
Збудилися трави, ожили ліси, Воскресло життя барвінкове, А дзвони надії ту велич краси

Вплели в Воскресіння Христове.
Авторці небайдужі болі й труднощі сьогодення. Пейзажна лірика закликає читача бережливого ставлення до хисткого й прекрасного світу української природи. Вірші історико-філософські перемежовуються з мініатюрами-роздумами й замальовками, віршами-посвятами. Окремі розділи збірки складають вірші на релігійну тематику й вірші для дітей. Твори письменниці мають глибокий філософський зміст, проникливе осмислення нашого минулого, теперішнього і майбутнього. Також вони містять роздуми про сенс життя: для чого ми живемо, з якою метою прийшли у цей світ? І ось її відповідь:
Служити радісно добру
Без застережень, цільно
Розсіювать  зерно — скарби

Іти стежками вільно.
Теодора Савчинська-Латик — поетеса з тонким смаком і щирою душею. Її хвилюють теми християнської моралі, милосердя і людської гідності(« Відплата», «Щастя», «Роздуми», «Сповідь»).
Письменниця переконана, що нічого в цьому житті не проходить безслідно, а за кожний лихий вчинок і навіть лиху думку потрібно нести відповідальність. Вона закликає всіх людей жити чесно, дотримуватись християнських законів. Тому ряд її поезій мають назву Заповідей Божих: «Не свідчи ложно», «Не кради і не бажай чужого», «Шануй батька і матір» та багато інших.

Та все ж переважає інтимна лірика, вірші про високі земні почуття: кохання, вірність, дружбу, щастя.
« … Зроби мене щасливою
                  З лиця хай усміх не щеза
                 Щоби в очах зірнички сяяли, Від сміху радісна сльоза.
  Дивись на мене з добротою
І поглядом даруй любов
Як квітку принесеш ,- кохання

Цвістиме маківкою знов…».
Деякі з віршів поетеси покладені на музику київською композиторкою Богданою Фільц («Солоспіви», казка-опера для дітей «Лісова школа»), а також стриянкою Розалією Паукевич.
Маючи значний досвід поетичної версифікації, авторка творить збірку «Вітражі» несподівано — за допомогою прози. У численних новелах та новелетах, оповіданнях, есеях, замальовках її чутлива душа тонко відображає наше сьогодення, а головне — просту людину, основного творця життя.
Виважені і хвилюючі слова чергової збірки поезії «Герої наші не вмирають», присвячені Героям Крут, Героям і жертвам Майдану, Героям Небесної сотні, Герою України, стриянину — Андрію Корчаку, сьогоднішнім подіям на сході України, національним символам.
Збірки поезій для дітей відомої стриянки сонячні, веселі, наповнені добротою. Вони навчають справедливості, відповідальності за свої вчинки, виховують почуття любові до ближнього.
Творчий, поетичний етап поетеси ще триває, і хтозна, чим озветься ще якась потайна струна її ліри

### Збірки творів
- «Писанкове порання» (1995)
- «Віднайди нас, Господи» (2000)
- «Квітка в росі» (2003)
- «Рівнодення» (2005)
- «Мініатюри та рефлексії» (2009)
- «Вітражі» (2013)
- «Свята Земля» (2013)
- «Крапелини» (2016)
- «Герої наші не вмирають» (2016)

Збірки для дітей :
- «Лісова школа» (2002)
- «Ангеле-Хоронителю» (2004)
- "Щебече малеча» (2006)
- «Наші небесні охоронці» (2006)
- «Цікавинки звідусіль, або Тиждень — батько гоноровий» (2007)
- «Про тих, хто поруч» (2009)
- «Добрий святий Миколай» (2010)

Творчий доробок письменниці — 20 книжок.
Переклала з польської «Пригоди цапка Матолка» К. Макушинського (2005) та твори сучасного польського письменника Адама Зелінського, який має стрийське коріння.
Упорядкувала збірку «Слово юних» (2017).

### Нагороди та відзнаки
- Міжнародна нагорода «Орден Усмішки» (2003 р.)
- Медаль НСПУ «Почесна відзнака» (2015 р., 2017 р.)